# František Bobek-Sedličanský
František Bobek-Sedličanský v matrice narozených uváděn jako Franciscus Seraph Bobek (22. září 1848 Sedlčany – 15. listopadu 1926 Prostějov) byl český pedagog a spisovatel.

## Životopis
Rodiče Františka byli Frantissek Bobek, švec v Sedlčanech a Marya Nowotny. Sourozenci: Joannes (1844), Maria (1853–1862), Anna (1856), Augustin (1860–1861), Marie Teresie (1863). Byl dvakrát ženatý: první žena Aloisie Bobková-Läbler (1852–1918), druhá Luitgarda Bobková-Skoupilová-Wagnerová (1871), svatba r. 1919.
Po studiích v Praze se František vrátil do rodného kraje a věnoval se pedagogické činnosti v Jistebnici, Nechvalicích, Sedlci, Obděnicích. Kvůli svým zdánlivě vyhraněným názorům strávil část života v domě pro choromyslné.
Byl autorem časopiseckých článků a vlastenecky orientovaných knih, velkým obdivovatelem Jana Husa. Jeho přáním bylo uchovat památku na Jana Husa, který roku 1413 kázal z vrcholku viklanu u hradu Zvěřinec. "Bohužel někteří poněkud zaostalí lidé z okolí měli také svoji pravdu a učitelově snaze o zřízení památného místa okolo Husovy kazatelny nepřáli."
František Bobek byl ředitelem obecné školy. Přispíval mj. do Ohníčků mládí, sedlčanského čtrnáctideníku Povltavských listů, píseckých Zlatých klasů. V literatuře se objevuje s pseudonymem Sedličanský/Sedlčanský. V Praze bydlel na adrese Nusle 389/Vršovice, Palackého 85.

## Dílo

### Spisy
1. Kronika česká. Prostonárodní i památní kniha lidu českoslovanského. První díl. Od hole pastýřské až k berle arcibiskupské. – Jaroměř: vlastním nákladem, 1891
2. Zkušenosti ze živých hrobů: [Z blázince]. Sešit 1 – v živém hrobě napsal od 12. do 17. června roku 1899. Praha: s. n., 1899
3. Zlatá matička: prostonárodní vypravování našemu lidu – Velké Meziříčí: Šašek a Frgal, 1899?
4. Anděl smrti: vzpomínka na truchlozvěst o úmrtí J. C. V. korunního prince arcivévody Rudolfa † 25. ledna 1889. Sebešice: s. n., 1889
5. Naše vady. Vlastenecké epištoly. [První epištola?] – Praha: v. n., 1903
6. Následujme Židů a Němců! Naše vady. Vlastenecké epištoly. Druhá epištola – [vydání první.] 1905
7. Učme se od Židů! Naše vady. Vlastenecké epištoly. Druhá epištola – vydání druhé. Praha: Nusle: v. n., 1907
8. Zkušenosti ze živých hrobů: [z blázince]. Sešit 2 a 3 – Praha: s. n., 1906
9. Učme se od Židů! Naše vady. Vlastenecké epištoly. Druhá epištola – vydání třetí přepracované. Praha: Vršovice: v. n., 1909
10. Pomněnka
11. Vychovatelská novinka
12. Kytička fialek: historická povídka – Sedlčany: F. Černý